# San Pablo, Catamarca
San Pablo är en ort i Argentina.   Den ligger i provinsen Catamarca, i den norra delen av landet, 1 000 km nordväst om huvudstaden Buenos Aires. San Pablo ligger 675 meter över havet och antalet invånare är 161.
Terrängen runt San Pablo är kuperad åt nordväst, men åt sydost är den platt. Närmaste större samhälle är Huillapima, 6,2 km öster om San Pablo.
Omgivningarna runt San Pablo är i huvudsak ett öppet busklandskap. Runt San Pablo är det mycket glesbefolkat, med 3 invånare per kvadratkilometer.